# Xuân Bình (Đồng Nai)
Xuân Bình is een phường van Long Khánh, een thị xã in de provincie Đồng Nai.